# De Mirlitophile

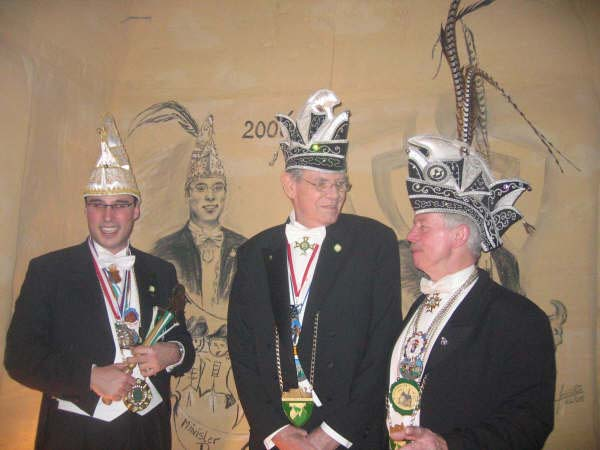
Het Pantheon is de plaats waar de Mirlitophile haar prinsen proclameert. Hier ziet u een foto uit 2006 met links prins Luc I en rechts Joep Peters, de vorst van de Mirlitophile.

De Mirlitophile is de oudste carnavalsvereniging van Valkenburg. De sociëteit is waarschijnlijk gesticht in 1879. Men heeft echter niet een stichtingsacte, maar men heeft een oud raambiljet van 1890 waarop staat dat de Mirlitophile haar elfjarig jubileum viert.
In 1881 werd het Pantheon ingewijd; de plaats waar de prinsen worden uitgeroepen. De Mirlitophile organiseert jaarlijks vrijwel alle evenementen met carnaval in Valkenburg, met onder andere de proclamatie, de prinsezitting, het inblaoze en de lampjesoptocht.
Het symbool van de Mirlitophile is een wapenschild met een bok er op. Valkenburg is namelijk met carnaval 'het bokkenrijk'. Dit heeft waarschijnlijk te maken met de speciale positie die Valkenburg in de Middeleeuwen gehad heeft waardoor het zich ook veel kon permitteren, ook tegen de wil van anderen in. Dit leidde snel tot koppigheid, zoals in de zegswijze: 'zo koppig als een bok'. Valkenburgers zagen dit als een geuzennaam en daaraan heeft de Mirlitophile haar symbool te danken.

## Naam
De oorsprong van de naam van de Mirlitophile is niet helemaal duidelijk. De meest aannemelijke verklaring is dat de naam uit Luik afkomstig is. Daar bestond een vereniging die zich genoemd had naar hun leider Philip Mirliton: "Les Mirlitophiles". Leden van deze vereniging zijn waarschijnlijk in Valkenburg geweest, wat de jonge Valkenburgse vereniging inspireerde om zich Les Mirlithopiles te noemen. Het was niet ongewoon in die tijd om zichzelf een Franse naam te geven, aangezien Frans chic was in die tijd. Daarnaast was de mirliton een razend populair carnavalsmuziekinstrument.
3kes (Venlo) · D'n Dreumel (Horst) · Jocus (Venlo) · Kaetelaers (Steyl) · AWC De Keien (Waalre) · Keieschièters (Arcen)  · Kraonige Zwaone (Huissen) · De Kwas (Venlo-Zuid) · De Marotte (Sittard) · De Mirlitophile (Valkenburg) · Oeles (Tegelen) · Rogstaekers (Weert) · De Tempeleers (Maastricht) · De Wannevleegers (Venlo) · Winkbülle (Heerlen) · Wortelepin (Blerick) · Worteleschrabbers (Boekend) · Uul (Roermond)
Voormalige verenigingen:
Momus (Maastricht)